# 比格加島

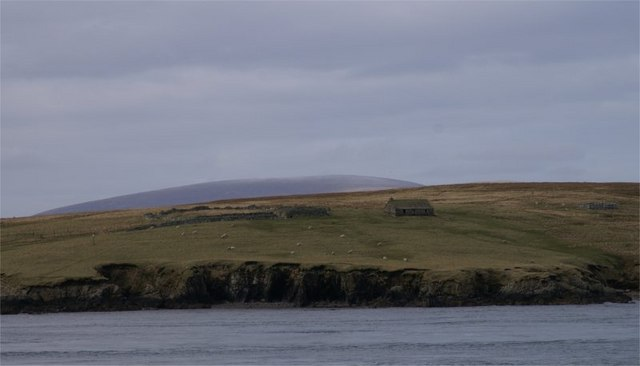

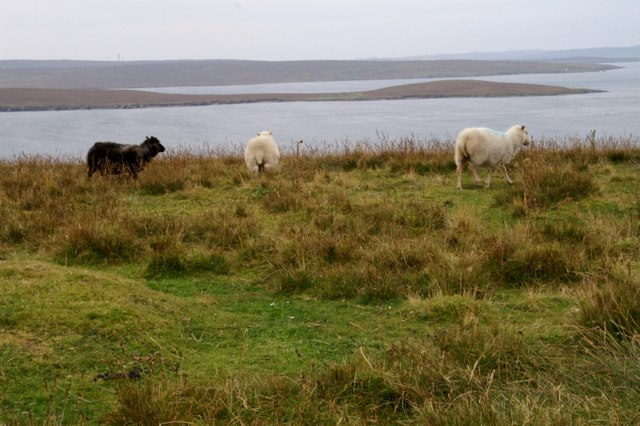

比格加島是蘇格蘭的島嶼，位於梅恩蘭島和耶爾島之間的大西洋海域，屬於昔德蘭群島的一部分，面積0.78平方公里，最高點海拔高度34米，島上無人居住。
60°29′42″N 1°11′27″W / 60.49500°N 1.19083°W